# بو همبرغر
بو همبرغر (بالدنماركية:Bo Hamburger) مواليد 24 مايو 1970 في فريدريكسبرغ، هو دراج دانمركي سابق. سبق أن شارك في دورة الألعاب الأولمبية الصيفية.

## سجل النتائج

### سباقات أو مراحل فاز بها
- طواف فرنسا

## وصلات خارجية
- الموقع الرسمي

## روابط خارجية
- بو همبرغر على موقع الاتحاد الدولي للدراجات (الإنجليزية)
- بو همبرغر على موقع أرشيف الدراجات (الإنجليزية)
- بو همبرغر على موقع إحصائيات الدراجات الإحترافية (الإنجليزية)
- بو همبرغر على موقع نسبة الدراجات (الإنجليزية)
- بو همبرغر على موقع CycleBase (الإنجليزية)
- بو همبرغر على موقع أوليمبيديا (الإنجليزية)